# Liste der Monuments historiques in Bayel
Die Liste der Monuments historiques in Bayel führt die Monuments historiques in der französischen Gemeinde Bayel auf.

## Liste der Immobilien
| Bezeichnung       | Beschreibung | Standort                    | Kennzeichnung | Schutzstatus | Datum | Bild |
| ----------------- | --- | --------------------------- | ------------- | ------------ | ----- | ---- |
| Ferme de la Borde | ehemalige Grangie des Klosters Clairvaux; Wohnhaus, Stall, Kapelle und Umfassungsmauer, 16. und 17. Jahrhundert | südöstlich des Ortes (Lage) | PA00125373    | Inscrit      | 1993  |      |

## Liste der Objekte
| Bezeichnung                                                                                   | Beschreibung | Standort                       | Kennzeichnung | Schutzstatus | Datum | Bild           |
| --------------------------------------------------------------------------------------------- | --- | ------------------------------ | ------------- | ------------ | ----- | -------------- |
| Hauptaltar                                                                                    | Altartisch, Tabernakel und Exposition; Holz, farbig gefasst und vergoldet, 1784                                                      | in der Kirche St-Martin (Lage) | PM10000241    | Classé       | 1975  |                |
| Skulptur Heilige Katharina                                                                    | Kalkstein, farbig gefasst, um 1500; aus dem Priorat Notre-Dame de Belroy                                                             | in der Kirche St-Martin (Lage) | PM10004634    | Inscrit      | 1975  |                |
| Skulptur Heilige Margaretha                                                                   | Kalkstein, farbig gefasst, um 1500; aus dem Priorat Notre-Dame de Belroy                                                             | in der Kirche St-Martin (Lage) | PM10004633    | Inscrit      | 1975  |                |
| Skulptur Paulus                                                                               | Kalkstein, farbig gefasst, um 1500; aus dem Priorat Notre-Dame de Belroy                                                             | in der Kirche St-Martin (Lage) | PM10000240    | Classé       | 1975  |                |
| Gemälde Der gekreuzigte Christus zwischen dem heiligen Bartholomäus und dem heiligen Bernhard | Ölfarbe auf Holz, 16. Jahrhundert | in der Kirche St-Martin (Lage) | PM10004638    | Inscrit      | 1975  |                |
| Gedenktafel für Marie Simmonot                                                                | Kupfer, bezeichnet 1730 | im Office de Tourisme (Lage)   | PM10004639    | Inscrit      | 1975  |                |
| Gedenktafel für Pierre Moreau                                                                 | Kupfer, bezeichnet 1749 | im Office de Tourisme (Lage)   | PM10004640    | Inscrit      | 1975  |                |
| Skulptur Heiliger Patroclus von Troyes                                                        | mit Stifterfigur; Kalkstein, farbig gefasst, um 1500; aus dem Priorat Notre-Dame de Belroy                                           | in der Kirche St-Martin (Lage) | PM10004635    | Inscrit      | 1975  |                |
| Skulptur Heilige Maria Magdalena                                                              | Kalkstein, farbig gefasst, um 1500; aus dem Priorat Notre-Dame de Belroy                                                             | in der Kirche St-Martin (Lage) | PM10004636    | Inscrit      | 1975  |                |
| Skulptur Notre-Dame de Belroy                                                                 | Kalkstein, farbig gefasst und vergoldet, um 1300; aus dem Priorat Notre-Dame de Belroy                                               | in der Kirche St-Martin (Lage) | PM10000236    | Classé       | 1894  | weitere Bilder |
| Pietà                                                                                         | Kalkstein, farbig gefasst, Anfang des 16. Jahrhunderts; dem Meister von Chaource zugeschrieben; aus dem Priorat Notre-Dame de Belroy | in der Kirche St-Martin (Lage) | PM10000237    | Classé       | 1894  | weitere Bilder |
| Skulptur Johannes der Täufer                                                                  | Kalkstein, farbig gefasst, um 1500; aus dem Priorat Notre-Dame de Belroy                                                             | in der Kirche St-Martin (Lage) | PM10000238    | Classé       | 1975  |                |
| Skulptur Heiliger Jakobus der Ältere                                                          | Kalkstein, farbig gefasst, um 1500; aus dem Priorat Notre-Dame de Belroy                                                             | in der Kirche St-Martin (Lage) | PM10000239    | Classé       | 1975  |                |
| Skulptur Heiliger Fiacrius                                                                    | mit Stifterfigur; Kalkstein, farbig gefasst, um 1500; aus dem Priorat Notre-Dame de Belroy                                           | in der Kirche St-Martin (Lage) | PM10004637    | Inscrit      | 1975  |                |